# Al-Hasan ibn Ammar al-Kalbi
Al-Ḥasan ibn ʿAmmār al-Kalbī, noto anche con lo pseudonimo di Ibn Ammar (fl. X secolo), è stato un militare arabo, comandante delle forze armate del califfato fatimide.
Membro della dinastia kalbita, fu attivo nelle guerre contro l'impero bizantino in Sicilia negli anni 960, guidando la presa di Taormina e Rometta, che completarono la conquista musulmana della Sicilia.

## Biografia
Hasan era il figlio di Ammar ibn Ali al-Kalbi, un membro della famiglia kalbita divenuto famoso grazie al fratello Abū l-Qāsim al-Hasan, insieme al quale combatté nelle guerre con l'Impero Bizantino in Sicilia e nell'Italia meridionale e annegò durante una fallita spedizione contro Otranto nel 958.
Dopo la riconquista bizantina di Creta nel 960–961, i Fatimidi rivolsero nuovamente l'attenzione alla Sicilia, dove decisero di conquistare i rimanenti avamposti bizantini nel nord-est e completare la conquista musulmana dell'isola. Il giorno di Natale del 962 Hasan e suo cugino Ahmad conquistarono Taormina dopo un assedio di sette mesi e mezzo, mentre il 24 agosto 963 Hasan assediò Rometta. Quest'ultima chiese aiuto dall'imperatore bizantino Niceforo II Foca, il quale rispose inviando 40 000 uomini, che arrivarono in Italia alla fine del 964. Venuto a conoscenza di ciò, anche Hasan cercò rinforzi, che arrivarono sotto il comando del suo omonimo zio. I bizantini tentarono di liberare Rometta e il 25 ottobre 964 si scontrarono con l'esercito di Hasan ottenendo una vittoria nello scontro iniziale, ma Hasan riuscì infine ad ottenere una schiacciante vittoria. Secondo al-Maqrizi e Abu'l-Fida, caddero più di 10 000 bizantini, tra cui il nipote dell'imperatore Manuele Foca, e molti altri comandanti. I bizantini sopravvissuti fuggirono in preda al panico, ma furono nuovamente decimati quando gli arabi li raggiunsero in una gola ("battaglia della fossa", waqʿat al-ḥufra). I superstiti delle truppe bizantine tentarono la fuga sulle proprie navi, ma la flotta bizantina fu distrutta nella battaglia dello Stretto dal cugino di Hasan Ahmad, segnando il destino di Rometta. La città si arrese pochi mesi dopo, all'inizio del 965, dopo che le sue provviste furono esaurite e i suoi abitanti iniziarono a fuggire dalla città.

## Controversie sull'identità
Michael Brett e altri studiosi identificano al-Hasan al-Kalbi con Abu Muhammad al-Hasan ibn Ali, anch'egli noto come Ibn Ammar, un leader dei berberi Kutama che nel 971 guidò un esercito per rafforzare le truppe fatimidi in Egitto e che, dopo la morte del califfo Al-'Aziz bi-llah divenne brevemente reggente (wāsiṭa) durante il primo anno del regno del califfo fatimide al-Hakim bi-Amr Allah e guidò un regime fermamente filo-berbero che si oppose alle altre fazioni dell'esercito, fino a quando fu rovesciato da Abū l-Futūḥ Barjawān nell'ottobre del 997. Altri studiosi ritengono che Ibn Ammar fosse un leader berbero di Kutama, con il nome di Abu Muhammad al-Hasan ibn Ali.